# وارويك سميث
وارويك سميث (بالإنجليزية: Warwick Smith)‏ هو كاتب عدل ‏ وسياسي أسترالي، ولد في 13 مايو 1954 في لاونسستون في أستراليا. حزبياً، نشط في الحزب الليبرالي الأسترالي. وقد انتخب عضو مجلس النواب الأسترالي عن دائرة Division of Bass ‏ (2 مارس 1996 – 3 أكتوبر 1998) وانتخب عضو مجلس النواب الأسترالي عن دائرة Division of Bass ‏ (1 ديسمبر 1984 – 13 مارس 1993).